# Boner Nuthe
Die Boner Nuthe ist ein Meliorationsgraben und einer der drei Quellbäche im Oberlauf der Nuthe. Sie verläuft auf der Gemarkung der Gemeinde Wiesenburg/Mark im Landkreis Potsdam-Mittelmark in Brandenburg sowie auf der Gemarkung der Städte Coswig (Anhalt) im Landkreis Wittenberg sowie Zerbst/Anhalt im Landkreis Anhalt-Bitterfeld in Sachsen-Anhalt.

## Verlauf
Ein erster Strang beginnt auf einer landwirtschaftlich genutzten Fläche, die sich nordöstlich von Wiesenburg/Mark und dort südlich der Bundesstraße 101 befindet. Sie verläuft in diesem Bereich von Nordwesten kommend und führt durch den Wiesenburger Ortsteil Neuehütten in südöstlicher Richtung. Etwa auf Höhe des nördlich der B 101 gelegenen Wohnplatzes Teerofen beginnt südlich der B 101 der erste Strang, der auf einer Länge von rund einem Kilometer in den Park des Schlosses Wiesenburg führt. Ein zweiter Strang beginnt westlich des Gemeindezentrums auf einer Fläche, die ebenfalls landwirtschaftlich genutzt wird. Er besteht aus zwei einzelnen Kanälen, die in westlicher Richtung verlaufen und sich südöstlich von St. Marien in einem Becken vereinen. Von dort fließt er ebenfalls in den Park des Schlosses.
Innerhalb des Parkgeländes fließt die Boner Nuthe entlang der Parkgrenze des Landschaftsparks und einer landwirtschaftlich genutzten Fläche zunächst in südwestlicher, später in südöstlicher Richtung und nimmt dabei Wasser aus einer Kläranlage auf. Der Graben unterquert die Bahnstrecke Berlin–Blankenheim und nimmt dabei kurz zuvor Wasser aus dem Wiesenburger Bahnhofsgraben auf, der im Wesentlichen den Landschaftspark entwässert. Anschließend fließt er vorzugsweise in südliche Richtung und passiert nach rund 1,5 Kilometern den Wiesenburger Ortsteil Jeserig/Fläming. Westlich der Wohnbebauung schwenkt der Graben in westliche Richtung, unterquert die Bundesstraße 107 und erreicht die Brandtsheide, ein Waldgebiet südlich von Wiesenburg. Dort verläuft der Graben zunächst in westlicher, anschließend in südlicher Richtung.
Nördlich des Wiesenburger Gemeindeteils Spring durchfließt er das gleichnamige Naturschutzgebiet Spring. Anschließend wird der Graben nur noch als Furt geführt. Er verläuft weiter in südwestlicher Richtung durch die Brandtsheide und erreicht die Springer Rummel, eine Rummel. Im folgenden Verlauf führt die Furt vorzugsweise in südöstliche Richtung und erreicht die Landesgrenze zu Sachsen-Anhalt.
Südwestlich des Ortsteils Stackelitz der Stadt Coswig (Anhalt) im Landkreis Wittenberg tritt die Boner Nuthe wieder an die Oberfläche und verläuft dort vorzugsweise in südwestlicher Richtung durch die Große Jeberwiese. Sie fließt zwischen dem nördlich gelegenen Ortsteil Krakau und dem südlich gelegenen Ortsteil Ragösen hindurch. Von Norden fließt Wasser aus einer Niederungsfläche über die Kleine Nuthe Rathsbruch und von Süden aus dem Graben aus Ragösen zu. Die Boner Nuthe erreicht den Ortsteil Kleinleitzkau der Stadt Zerbst/Anhalt im Landkreis Anhalt-Bitterfeld. Dort fließt von Norden kommend Wasser aus dem Neuen Graben Garitz zu. Östlich von Kleinleitzkau befindet sich ein künstlich angelegter Stausee, der Kleinspeicher Kleinleitzkau, der von der Boner Nuthe durchflossen wird. Sie fließt weiter in westlicher Richtung und erreicht mit Bornum einen weiteren Ortsteil von Zerbst. Nordöstlich fließt Wasser aus dem Kohlhofgraben Garitz zu, nordwestlich Wasser aus dem Mittelgraben Bornum. Die Boner Nuthe fließt weiter in westlicher Richtung und nimmt erneut Wasser aus dem nördlich zufließenden Neuen Graben Trüben auf. Sie erreicht südlich den Zerbster Ortsteil Bonitz; an der Pulspforder Mühle fließt vom Meliorationsgraben Pulspforde erneut Wasser von Norden kommend zu. Anschließend schwenkt sie in südwestliche Richtung in das Stadtgebiet von Zerbst/Anhalt. Dort fließt von Osten kommend Wasser aus dem Teichgraben zu. Die Boner Nuthe durchquert das Stadtgebiet, wird dort als Stadtnuthe bezeichnet und entwässert am westlichen Stadtrand in die Hauptnuthe. Ein südlich gelegener Abzweig führt als Werder Nuthe weiter westlich ebenfalls in die Hauptnuthe.